# Dolichopeza tyilye
Dolichopeza tyilye är en tvåvingeart som beskrevs av Günther Theischinger 1993. Dolichopeza tyilye ingår i släktet Dolichopeza och familjen storharkrankar. Inga underarter finns listade i Catalogue of Life.